# 大霍伊巴赫
大霍伊巴赫是德国巴伐利亚州的一个市镇。总面积18.99平方公里，总人口5033人，其中男性2472人，女性2561人（2011年12月31日），人口密度265人/平方公里。